# Estação Nomismatokopio
Nomismatokopio (em grego:  Νομισματοκοπείο, Nomismatokopío) é uma das estações da Linha 3 do metro de Atenas. Foi inaugurada em 2 de setembro de 2009.